# 絵本

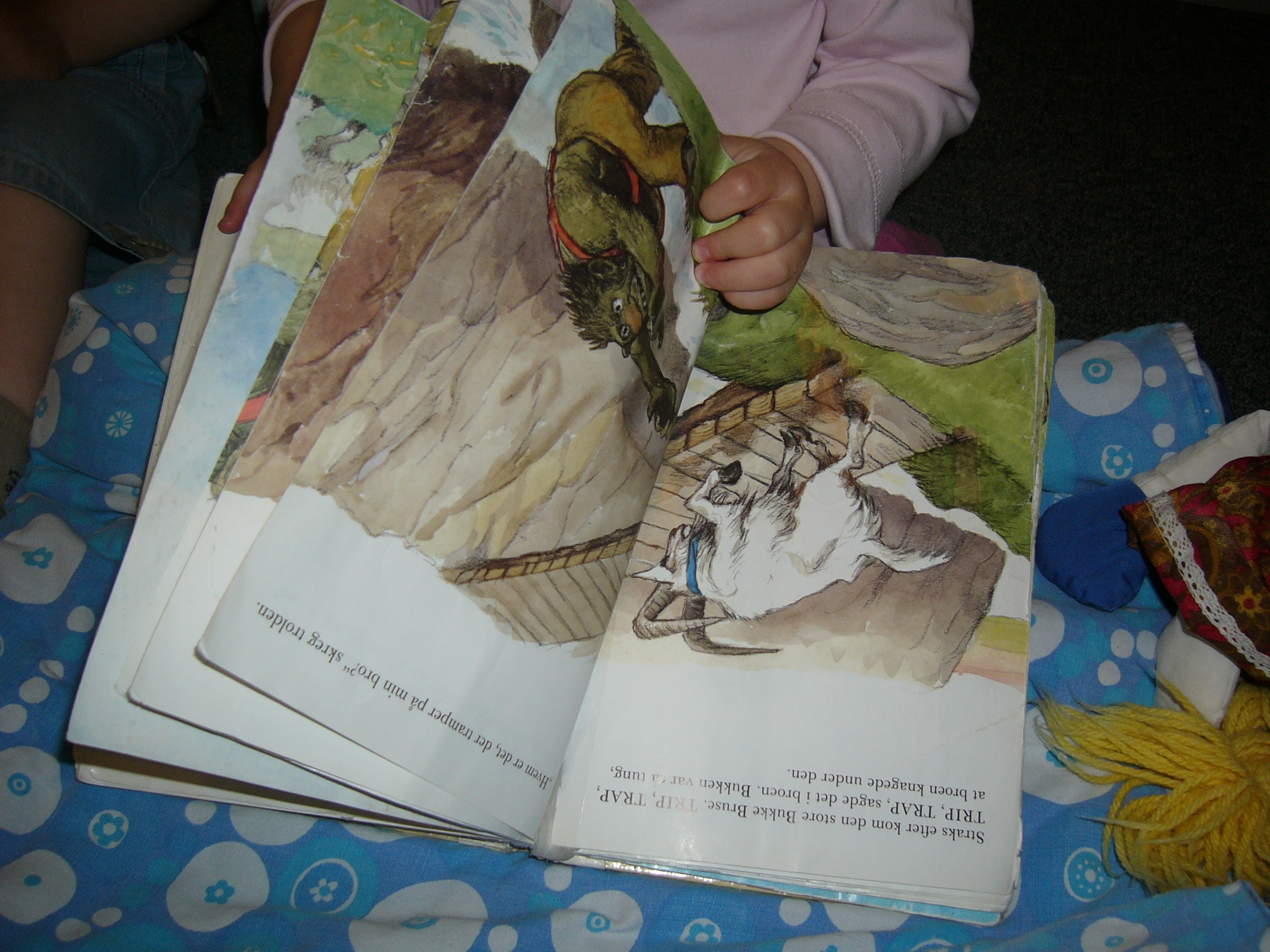
絵本を読む子供

絵本（えほん、picture book）とは、その主たる内容が絵で描かれている書籍の一種。絵画（イラストレーション）を主体とした書籍のうち、物語などテーマを設けて文章を付与し、これを読ませるものである。
絵物語とは似ている面がある。コマ割りがなされていない点などで漫画とは区別され、文章がなかったり物語（ストーリー）の代わりに解説が付されていたりする点で画集・イラスト集とは異なる。

## 概要
幼児や児童向けの内容のものが多いが、大人が読んでも読み応えのあるものや大人対象の絵本もある。
幼児向けのものでは、幼児自身はまだ十分に文字が読めないため、大人や年長者が物語を読み聞かせつつ、絵を眺めさせるという形態が一般的である。これによって言葉とイメージ（視覚から得た情景）を関連付けさせ、言葉の意味を学習する一種の家庭教育的な効果も期待されるが、より日常的な場では、単に娯楽という側面が強い。また児童向けのものでは、絵本の文章は情景を示す物語ではあるが、絵のほうから得られる副次的な情報が、文章の説明を補足する性質も見られる。
児童文学研究者のジョン・スティーブンスは、よくできていると思える絵本について「ことばと絵とのあいだにくいちがいをつくりだして、さらにそれを利用する能力」を持つことが重要だと述べている。絵と文章を見比べて感じる違和感や矛盾が緊張感を生み、読者の意識や視線を操作して物語に引き込む仕掛けとして機能するような作品である。

## 歴史的経緯

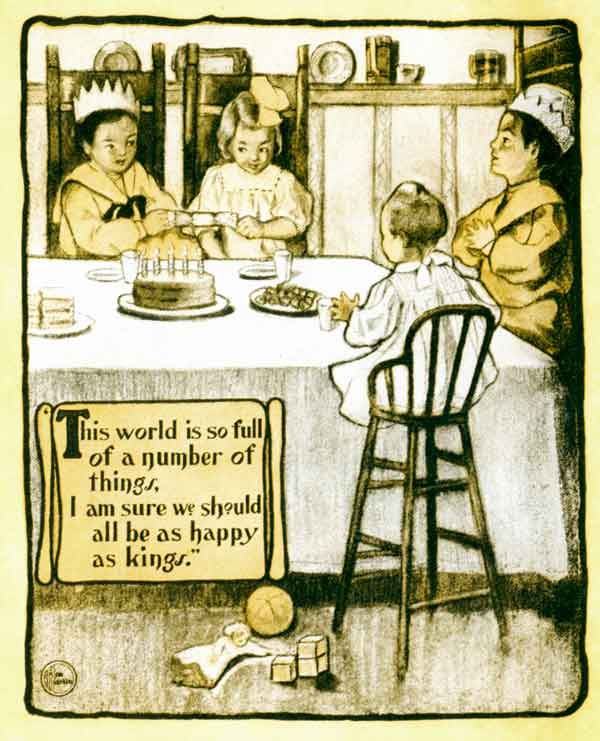
L.P.ハバード『小さなコックのための小さな本』(1905)

絵本は、その初期において識字率の低い大衆に内容を理解させるという性質も強かったと考えられる。宗教の布教においては、説話や抽象的概念を絵図で示すことは世界各地にその類型が見られ、神話や伝説なども絵図入りの書物の形で示されたものも数多い。

### 日本における絵本
平安時代の絵巻物を起源とし、室町時代の奈良絵本、江戸時代の草双紙と歴史をたどることができる。また、黄表紙、狂歌グループによる狂歌本、着物の柄見本の雛形本、鑑賞用の画譜、動植物図譜、参考に供す絵手本のように、江戸時代に出版された絵を主体とした本の総称のことを指して「絵本」と呼んだ例もある。なかでも特に江戸時代の赤本が、子供向けに作られた絵本といえる。また、教育的な要素の強いものとしては中村惕斎による『訓蒙図彙』が挙げられる。明治時代になって欧米の印刷技術や絵本が入り、現在のような絵本の形態になってきた。絵本は、絵だけのものもあるが、基本的には絵と言葉によるコラボレーションであり、ページをめくるという行為が重視される。
日本では、一般に幼児向けの教育的なものを意図して製作されたものと捉えられているが、戦前からの絵雑誌である『コドモノクニ』、月刊『キンダーブック』の幼稚園での普及による影響があるためであり、戦前でも「講談社の絵本」など児童以上向けの絵本は存在していた。
戦後、「トッパンのえほん」、「トッパンの人形絵本」、「エンゼルブック人形絵本」、「マイニチの人形絵本」、月刊『こどものとも』などでは、多くの欧米の童話が翻訳された。日本の民話・昔話とともに、当時の幼児は、どこの国の話とはあまり意識せずに、読み聞かせしてもらう、あるいは一人で読む習慣が身に着いた。
独立行政法人・国立青少年教育振興機構は、絵本についての専門家「絵本専門士」の養成を行っている。絵本に触れることが、その後の読書習慣に繋がるとの考えに基づく。

### ヨーロッパにおける絵本
最古の教育絵本は、宗教改革の時代にモラビアのボヘミア地方出身の教育者ヨハン・アモス・コメニウスが作ったとされる『世界図絵』で、今日の学習絵本の元祖といわれている。
18世紀にイギリスで最初の児童書出版者ニューベリーによる出版物を経て、19世紀半ばに絵と言葉を融合した現代絵本の形態が完成した。ヨーロッパでは、幼児以上の年齢層を対象とし、純粋な娯楽を目的としたものもあるが、場合によっては多少エロティックな内容を含んだ、俗悪なものも存在する。ヨーロッパでは、日本ほど漫画が普及しておらず、日本の江戸時代における春画的なポジションも絵本が担っている。
20世紀初めには、言葉と絵の関係を効果的に機能させ、読者の理解を広く豊かにするため様々な手法が用いられた。この時期の作家としてビアトリクス・ポターやエルサ・ベスコフなどがいる。20世紀が進むにつれて、ことばと絵の関係が明確でわかりやすい作品は少なくなり、読者の理解力を試され、自分で解釈するように求められる、曖昧な読後感を残す作品が増えていく。

## 絵本と現象

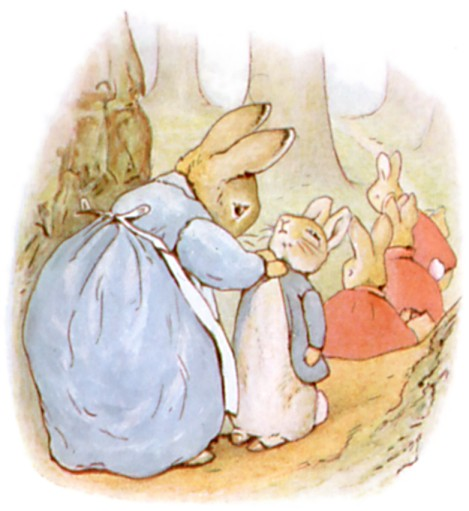
ビアトリクス・ポター『ピーターラビットのおはなし』(1902)

現代では、最初から大人をメインターゲットとした、芸術性の高い絵本も制作されている。幼児や児童向けでも、大人が読むとその荒唐無稽さから極めて超現実的な印象を受ける絵本というのも存在するが、その一方では物語に託された深い洞察や示唆に大人が関心を示すケースというのも見られ、世代を超えて愛される絵本の中には、こういった良質な「作品」も見出される。
心の機微に対する深い哲学を持ち作品に反映させていたり、また子供の感覚で見慣れた事物にも新鮮に感じさせる視点が存在していることをあらわしているという作品も見られる。
この中では、子供から大人まで巻き込んでブームを巻き起こすケースもある。『100万回生きたねこ』のように深い感動を読者に与えた作品もあれば、『ウォーリーをさがせ!』のように遊びを提供するゲームブック的な性質で愛好者を増やした作品も見られる。
シリーズ化された作品では『ナインチェ・プラウス』（日本では「ミッフィー」ないし「うさこちゃん」という名前で知られるウサギ）や『アンパンマン』のように、様々なメディアに展開されているものもあり、単に絵本という枠から飛び出し世界中で愛されているキャラクターもみられる。逆に既存のキャラクターを絵本化するケースもあり、アニメなどでも子供向け作品の中に、絵本化され提供されている作品も見出される。

### 読み聞かせ
読み聞かせは、まだ文字が読めない子供に、親が絵本を読んで聞かせる場合と、
保育園、幼稚園、小学校などで、保護者が絵本を読んで聞かせる場合と、
図書館、書店で絵本を読んで聞かせる場合がある。
いずれも子供の成長のためであるが、やり方、他の目的など少しずつ違う。

### 絵本の境界
写真を使ったり、写真を加工したりした書籍のほか、漫画を絵本風に仕立てることがある。出版側で「絵本」として販売する場合には、原画が手描きされた絵本との境界はつけにくい。
また漫画『MONSTER』に作中作として登場した絵本『なまえのないかいぶつ』が、単行本特典や別巻として刊行された例がある。

## 個人による絵本の発表
絵本には、文学に対する「文学フリマ」、同人誌（主にマンガを中心とする）に対する「コミックマーケット」のような、大きな展示会、即売会の場が存在しない。
絵本製作を行っている個人および団体は、発表の場として、広い意味でのアートイベントである「デザインフェスタ」、「創作（オリジナル）」のジャンルに限定した同人誌即売会である「コミティア」などに出展したり、文学フリマ、コミックマーケットに出展する場合もある。
また、インターネットの浸透に伴い、pixivやpictbox、パブーといったCGMサイトへの発表も行われるようになった。

## 絵本の種類
- 飛び出す絵本
- かたぬき絵本
- テレビ絵本
- 布製絵本
- 電子絵本
- トイブック（英語版）
- パズルブック（英語版） - 『ミッケ!』などのような物探し、クロスワード、数独などのパズルが収めれられた本。

## 絵本の賞
- コールデコット賞
- ケイト・グリーナウェイ賞
- 国際アンデルセン賞
- 日本絵本賞
- けんぶち絵本の里大賞
- 講談社出版文化賞絵本賞
- 講談社絵本新人賞
- ボローニャ国際絵本原画展、ボローニャ国際児童図書賞（ボローニャ国際児童図書展）
- ニッサン童話と絵本のグランプリ
- 全国高校心の絵本選手権